# Pazzi d'amore
Pazzi d'amore (Committed) è una serie televisiva statunitense in 13 episodi trasmessi per la prima volta nel corso di una sola stagione nel 2005.

## Produzione
La serie, ideata da Eileen Heisler e DeAnn Heline, fu prodotta da Blackie and Blondie Productions e NBC Universal Television e girata negli studios della Universal a Universal City in California. Le musiche furono composte da Douglas J. Cuomo. Il titolo di lavorazione fu Crazy for You.

### Registi
Tra i registi della serie sono accreditati:
- Gary Halvorson (5 episodi, 2005)
- Steve Zuckerman (3 episodi, 2005)
- Barnet Kellman (2 episodi, 2005)

## Distribuzione
La serie fu trasmessa negli Stati Uniti dal 4 gennaio 2005 al 15 marzo 2005 sulla rete televisiva NBC. In Italia è stata trasmessa dall'8 settembre 2005 su Fox con il titolo Pazzi d'amore.
Alcune delle uscite internazionali sono state:
- negli Stati Uniti il 4 gennaio 2005 (Committed)
- in Italia l'8 settembre 2005 (Pazzi d'amore)
- in Spagna l'11 dicembre 2005
- in Cile (Polos opuestos)
- in Francia (Marnie et Nate)
- in Italia (Pazzi d'amore)

## Episodi
| Stagione       | Episodi | Prima TV USA |
| -------------- | ------- | ------------ |
| Prima stagione | 13      | 2005         |